# سزیم آئورید
سزیم آئورید ترکیبی معدنی با فرمول CsAu است. این ترکیب، نمکی از کاتیون +Cs و آنیون غیرعادی −Au است.

## تولید و واکنش‌ها
CsAu با داغ‌کردن آمیخته‌ی استوکیومتری سزیم و طلا به‌دست می‌آید. دو مایع زردرنگ فلزی با یکدیگر واکنش می‌دهند تا فراورده‌ای روشن و شفاف تولید کنند. محلولی از CsAu در آمونیاک مایع قهوه‌ای است، و جامد آن زرد (رنگ دو ترکیب تشکیل‌دهنده) است. ترکیب اضافی آمونیاک به رنگ آبی تیره است. با وجود این که سزیم آئورید ترکیبی از دو فلز است، اما فاقد خواص فلزی است چرا که نمکی با بارهای موضعی است.
این ترکیب به‌آسانی هیدرولیز می‌شود و باعث به‌وجود آمدن سزیم هیدروکسید، فلز طلا، و هیدروژن می‌شود. محلول سزیم آئورید در آمونیاک دستخوش واکنش جانشینی دوگانه با رزین تبادل یونی تترامتیل‌آمونیوم می‌شود تا تترامتیل‌آمونیوم آئورید را ایجاد کند.